# Alma Juventus Fano 1906
Alma Juventus Fano 1906 (wł. Alma Juventus Fano 1906 S.r.l.) – włoski klub piłkarski, mający siedzibę w mieście Fano, w środkowej części kraju, grający w rozgrywkach Serie D.

## Historia
Chronologia nazw:
- 1906: Società Ginnastica Alma Juventus Fano
- 1915: Alma Juventus Fano Football Club
- 1921: Società Polisportiva Alma Juventus
- 1927: Società Polisportiva del Littorio Alma Juventus Fano
- 1945: Società Polisportiva Alma Juventus Fano
- 1974: Associazione Calcio Fano Alma Juventus
- 1980: Fano Calcio S.p.A.
- 2006: Fano Calcio S.r.l. Società Sportiva Dilettantistica
- 2009: Alma Juventus Fano 1906 S.r.l.

Klub sportowy Società Ginnastica Alma Juventus Fano został założony w miejscowości Domodossola w 1906 roku. 13 maja 1915 powstała sekcja piłkarska klubu o nazwie Alma Juventus Fano FC. Po zakończeniu I wojny światowej klub wznowił działalność w roku 1921 jako SP Alma Juventus, który w sezonie 1921/22 startował w mistrzostwach Marche organizowanych przez C.C.I. W 1924 dołączył do F.I.G.C. i w sezonie 1924/25 startował w rozgrywkach Terza Divisione Marche (D3). W 1927 roku zmienił nazwę na SP Littorio Alma Juventus Fano. W 1932 wrócił do trzeciego poziomu, który nazywał się Prima Divisione, a od 1935 roku Serie C. W 1945 klub powrócił do nazwy SP Alma Juventus Fano. W 1948 roku w wyniku reorganizacji systemu lig został zdegradowany z Serie C do Promozione (D4). W 1974 klub zmienił nazwę na AC Fano Alma Juventus. Od 1976 do 1978 występował ponownie w Serie C, a potem w latach 1979-1984, 1985-1988, 1990-1992 w Serie C1.
W 1980 klub przyjął nazwę Fano Calcio S.p.A.. W 2006 roku nazwa klubu została zmieniona na Fano Calcio S.r.l. S.S.D.. W 2009 klub zmienił nazwę na Alma Juventus Fano 1906 S.r.l.. W 2016 zespół awansował do Lega Pro (D3), która od 2017 nazywa się Serie C.

## Barwy klubowe, strój
|  |

Klub ma barwy granatowe. Zawodnicy domowe spotkania zazwyczaj grają w granatowych koszulkach, granatowych spodenkach oraz granatowych getrach.

## Sukcesy

### Trofea międzynarodowe
Nie uczestniczył w rozgrywkach europejskich (stan na 31-05-2020).

### Trofea krajowe
| \| \| Zdobyte trofea w rozgrywkach Włoch (stan na: 31-08-2020) \| |                                                          |      |          |
| Rozgrywki                                                         | Osiągnięcie                                              | Razy | Sezon(y) |
| · Mistrzostwo                                                     | I miejsce                                                | 0    |          |
| · Mistrzostwo                                                     | II miejsce                                               | 0    |          |
| · Mistrzostwo                                                     | III miejsce                                              | 0    |          |
| · Puchar                                                          | zdobywca                                                 | 0    |          |
| · Puchar                                                          | finalista                                                | 0    |          |
| II liga                                                           | I miejsce                                                | 0    |          |
| II liga                                                           | II miejsce                                               | 0    |          |
| II liga                                                           | III miejsce                                              | 0    |          |
| Włochy                                                            | Zdobyte trofea w rozgrywkach Włoch (stan na: 31-08-2020) |      |          |

- Serie C1 (D3):
  - 3.miejsce (1x): 1980/81 (A)

### Inne trofea
- Puchar Serie C w piłce nożnej:
  - finalista (1x): 1982/83

## Struktura klubu

### Stadion
Klub piłkarski rozgrywa swoje mecze domowe na Stadio Raffaele Mancini, w mieście Fano o pojemności 8 800 widzów.

### Derby
- US Anconitana
- Fermana FC
- AS Gubbio 1910
- SS Maceratese 1922
- Vis Pesaro dal 1898
- Rimini FC
- SS Sambenedettese